# Labeo rohita
Labeo rohita (лат.) — вид пресноводных лучепёрых рыб рода лабео из семейства карповых. Обитает в реках Южной Азии. Это крупная всеядная рыба широко используемая в аквакультуре.

## Описание
Labeo rohita — это крупная серебристая рыба с типичной для карповых формой тела и с заметно выгнутой головой. Взрослые особи могут достичь максимального веса 45 кг и максимальной длиной 2 м, но в средняя длина составляет около 50 см.

## Распространение и среда обитания
Labeo rohita встречается в реках на территории большей части северной, центральной и восточной Индии, Пакистана, Бангладеш, Непала и Мьянмы. Вид также был интродуцирован человеком в некоторые из рек полуострова Индостан и Шри-Ланки.

## Экология
Этот вид является всеядным с различными пищевыми предпочтениями на разных этапах жизни. На ранних стадиях своего жизненного цикла он питается в основном зоопланктоном, но по мере роста он все больше и больше переходит на фитопланктон, а во взрослом состоянии окончательно становится растительноядным, питаясь главным образом фитопланктоном и затопленной растительностью. Он имеет измененные, тонкие, похожие на волосы жаберные тычинки, что позволяет предположить, что они служат ему для фильтрации воды при питании.
Labeo rohita достигают половой зрелости в возрасте от двух до пяти лет. Они обычно нерестятся в течение сезона муссонов, держась над залитыми вышедшими из берегов реками землями. Сезон нереста этих рыб обычно совпадает с юго-западным муссоном. Икру можно собирать из рек и выращивать рыб в резервуарах и озерах.

## Аквакультура
Labeo rohita является важным аквакультурным пресноводным видом в Южной Азии. При культивировании он не размножается в озерных экосистемах, поэтому необходим искусственный нерест. Этот вид также ценится в качестве промысловой рыбы.

## Употребление в пищу
Labeo rohita очень часто употребляют в пищу в Бангладеш, Непале, Пакистане и индийских штатах Трипура, Нагаленд, Бихар, Одиша, Ассам, Западная Бенгалия, Андхра-Прадеш и Уттар-Прадеш.
Рецепт жареной рыбы Labeo rohita упоминается в Manasollasa, энциклопедическом тексте 12-го века на санскрите, составленной Сомешварой III , правившем территорией нынешнего штата Карнатака. Согласно этому рецепту рыба мариновалась в асафетиде и соли после снятия кожи. Затем её погружали в куркуму, смешанную с водой, перед тем как обжарить.